# Södertälje kommunblock
Södertälje kommunblock var ett kommunblock i Stockholms och Södermanlands län.

## Administrativ historik
Den 1 januari 1964 grupperades Sveriges 1006 dåvarande kommuner i 282 kommunblock som en förberedelse inför kommunreformen 1971. Södertälje kommunblock bildades då av Södertälje stad samt hela eller delar av kringliggande kommuner i såväl Stockholms som Södermanlands län. Det bestod, utöver Södertälje stad, av landskommunerna Järna, Salem och Turinge i Stockholms län samt av Trosa stad, Gnesta köping, landskommunerna Daga, Hölö och  Vagnhärad. Därutöver tillfördes Taxinge församling i Mariefreds stad och Torsåkers församling i Tystberga landskommun.
1968, i samband med förenandet av Stockholms stad med Stockholms län, kodändrades kommunblocket från 0224 till 0124.
1972 överfördes Salems kommun från Södertälje kommunblock till Botkyrka kommunblock samtidigt som kommunerna Daga, Gnesta, Trosa och Vagnhärad samt en del av Nyköpings kommun (Torsåkers församling) överfördes från Södertälje kommunblock till Nyköpings kommunblock. Kommunblocket i sin ursprungliga utsträckning kom därmed aldrig att bilda en kommun utan kom att ingå i Botkyrka, Södertälje och Nyköpings kommuner. Vid senare delningar skildes Salem från Botkyrka (1983), Gnesta och Trosa från Nyköping (1992) och Nykvarn (Taxinge och Turinge) från Södertälje (1999).